# Niggor
Игор Лазић (Котор, 16. фебруар 1971), познат под псеудонимом Niggor, српски је хип хоп певач из Црне Горе, и један од оснивача реп групе Монтенигерс.

## Биографија

### Каријера
Каријеру је започео заједно са другом из Котора Душком Николићем, Небојшом Савељићем, и са још око 12 другова када су основали групу Brake Boys, која је касније постала Монтенигерс (енгл. Monteniggers). Нигор, тада Лаки бој, убрзо по оснивању групе је због неозбиљности избацио све чланове осим Душка и Небојше. Душко је у неком периоду оболео од Хоџкинове болести, па није могао да наступа на бини, али је наставио да пише песме за њих. Убрзо по издавању првог албума Душко је преминуо, па су Монтенигерсе чинили само Лаки и Небојша. Имао је и један део у песми Бићу ту репера Груа 1996. Група се распала када је Савељић погинуо у саобраћајној незгоди крајем октобра 1999. године..
После Савељићеве смрти је са, у то време не толико познатим певачем Владом Георгиевим, снимио песму Не брже од живота уз пратећи спот, и основао је две фондације са циљем побољшања услова у саобраћају и умањењу незгода. Такође је променио уметничко име из Лаки бој у Нигор, као комбинацију имена Небојша и Игор. Са Георгиевим је 2001. снимио и песму Тропски бар уз пратећи спот за Владин албум Навика. Свој до сада једини соло албум Dog On A Needle - Still Spinnin' Around... је издао 2002. године. У потпуности је одрађен на енглеском језику.
Појавио се у споту песме Банета Лалића Целу ноћ и цели дан. После око 30 године је око 2018. пронашао песму колеге из групе Душка Николића под називом Ти, за коју је снимио песму и спот.

### Ван музике
Учествовао је у Плесу са звездама, који се емитовао на Првој српској телевизији. Такође је био учесник у ријалити програмима Фарма (прва сезона), где је освојио друго место и Сурвајвор (пета сезона)
Учествовао је и у емисији На вечери код... која се 2021. емитовала на РТС-у. На РТС-у је 2021. учествовао у квизу Ја волим Србију.
У Немогућој мисији на ТВ Пинк је једном био мета, а једном је учествовао у склопу преваре у једној емисији сниманој у Нишу где су мета били нишки репери Маркоњеро и Џокер.

## Дискографија

### Као члан Монтенигерса
- Тајна маренда (1996)
- Allboom (1998)

### Соло албуми
- Dog on a needle (2003)

## Синхронизацијске улоге
| Година синх. | Цртани филм                       | Улога          |
| ------------ | --------------------------------- | -------------- |
| 2015         | Алвин и веверице: Велика авантура | Ди-џеј у журци |
| 2016         | У потрази за Дори                 | Бова           |
| 2017         | Фердинанд                         | Ел Примеро     |